# Shogo Takahashi
Shogo Takahashi (16 aprile 1994) è un lottatore giapponese, specializzato nella lotta greco romana.

## Palmarès
- Campionati asiatici

Xi'An 2019: bronzo nei 67 kg.
Ulaanbaatar 2022: bronzo nei 72 kg.